# Коронзон
Коронзо́н (англ. Coronzon) — демон, который был впервые упомянут в конце XVI века оккультистами сэром Эдвардом Келли и Джоном Ди в работе, посвящённой енохианской магии.
В XX веке он стал одним из божеств в пантеоне телемы, религии, созданной оккультистом Алистером Кроули, который изменил его имя для использования в собственном учении, добавив в него букву «h», так, чтобы имя стало читаться «Хоронзон» (англ. Choronzon), после чего стал называть его Обитателем Бездны.

## Написание и произношение
Согласно французско-английскому философу Мерику Касаубону, имя этого демона правильно писать без «h», то есть «Coronzon», в таком виде это слово встречается в его работе «True and Faithful Relation». В Енохианском словаре Лайкока и вовсе предлагается писать и произносить это имя с буквой «m»: «Coronzom» — рус. «Коронзо́м» со ссылкой на оригинальную рукопись (Cotton XLVI Pt. I, fol. 91a). Кроули использовал в своей «Исповеди» вариант написания «Choronzon» — «The name of the Dweller in the Abyss is Choronzon, but he is not really an individual» (Conf. 622).